# Ignacy Kluczewski
Ignacy Kluczewski herbu Ozdoba (ur. ok. 1730, zm. przed 1793) – polski dyplomata, sekretarz królewski, podpułkownik wojsk koronnych oraz tłumacz przy dworach zagranicznych. Przedstawiciel króla Polski Stanisława II Augusta w Imperium Rosyjskim w randze chargé d’affaires.

## Życiorys
Syn Jakuba. Pochodził z nieszlacheckiej rodziny o tradycjach wojskowych. W 1766 wraz z rodzeństwem otrzymał od cesarza rzymskiego Józefa II dziedziczne szlachectwo (bez herbu). W 1768 Sejm walny I Rzeczypospolitej nadał ppłk Ignacemu Kluczewskiemu polskie szlachectwo dziedziczne z herbem własnym Ozdoba. Od stycznia do lutego 1776 pełnił urząd chargé d’affaires Rzeczypospolitej Obojga Narodów przy dworze carskim w Petersburgu, zastępując urlopowanego Antoniego Augustyna Debolego. W Petersburgu zajmował się m.in. prowadzeniem szyfrowanej korespondencji z Departamentem Interesów Cudzoziemskich (Rada Nieustająca).

## Życie prywatne

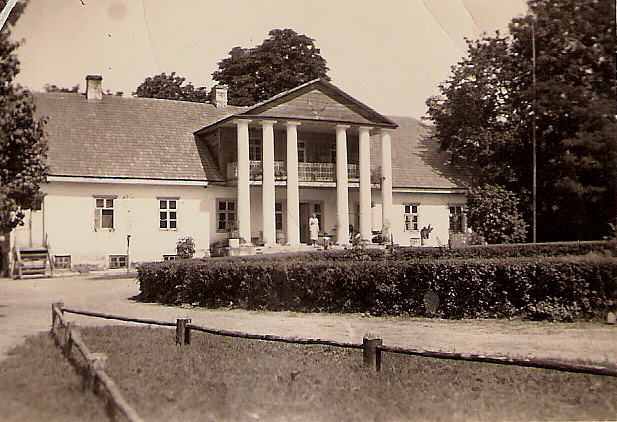
Dwór Kluczewskich w Parchimowcach (1938)

19 marca 1775 ożenił się w parafii Świętego Krzyża w Warszawie z Anna Baudouin. Z tego małżeństwa zrodziła się piątka dzieci; Apolonia, Antoni, Józef, Roman i Stanisław. Około 1777 roku rodzina Kluczewskich przeprowadziła się do parafii w Brzostowicy Wielkiej, gdzie we wsi Parchimowce, wybudowali dwór Kluczewskich. Oprócz wspomnianego dworu rodzina Kluczewskich z czasem wybudowała w tej samej parafii dwór we wsi Żebry. Dwory Kluczewskich w brzostowickiej parafii były gniazdem rodzinnym potomków Ignacego Kluczewskiego do wybuchu II wojny światowej.